# Tidning för Wenersborgs stad och län
Tidning för Wenersborgs stad och län (ibland stavat Tidning för Vänersborgs stad och län) var en tidning som gavs ut 1848–1898.
Under sin vistelse i USA 1851–1865 försörjde sig Carl Jonas Love Almqvist som journalist, och publicerade reportage därifrån i bland annat ”Tidning för Vänersborgs Stad och Län”, till exempel ett reportage från New Orleans i maj 1857.